# Мокрое (Могилёвская область)
Мокрое (бел. Мо́крае) — агрогородок в составе Холстовского сельсовета Быховского района Могилёвской области Республики Беларусь.

## История
В 1851 году основано 1-классное народное училище (на 1894 — 67 мальчиков и 1 девочка).

## Население
- 2009 год — 738 человек
- 2019 год — 761 человек

## Достопримечательности
- Свято-Успенская церковь 1865 года.
- Памятник землякам, погибшим в Великой Отечественной войне.

## Известные лица
- Сташкевич, Николай Стефанович — советский и белорусский историк, педагог. Доктор исторических наук (1990), профессор (1994).
- Мушинский, Михаил Иосифович — советский и белорусский литературный критик, литературовед. Член-корреспондент НАН Беларуси (1991).